# Grupos de Combate de la Clase Obrera
Los Grupos de Combate de la Clase Obrera (GCCO, en alemán: Kampfgruppen der Arbeiterklasse) fue la organización de reservistas de la República Democrática Alemana. Durante la mayor parte de su existencia estuvo formada por alrededor de 400.000 voluntarios. Los GCCO tenían un periódico mensual y portavoz, Der Kämpfer («El Luchador»).
Su juramento era:

«Estoy preparado, como luchador de la clase obrera, para seguir las órdenes del Partido para defender la República Democrática Alemana y sus conquistas socialistas en cualquier momento con las armas en la mano y dar mi vida por ello. Lo juro.»

## Historia
Los GCCO fueron formados en 1953, basándose en las Milicias Populares checoslovacas. Hasta 1959 se llamaron simplemente Kampfgruppen (Grupos de Combate).
La mayor operación de los GCCO fue durante la construcción del muro de Berlín entre el verano y el otoño de 1961. Las unidades mejor entrenadas y políticamente más leales de los GCCO de Sajonia, Turingia y Berlín Este participaron en la construcción y vigilancia del muro. Más de 8.000 voluntarios, alrededor del 20% de todas las unidades militares de ese momento, se implicó en esta tarea.

La caída del gobierno del Partido Socialista Unificado de Alemania (SED) llevó a que la Cámara del Pueblo decidiera disolver la organización en diciembre de 1989. Ese mismo mes comenzó el desarme supervisado por la Volkspolizei al mismo tiempo que se desarmaba el Ejército Popular Nacional. Los últimos 189.370 voluntarios (en 2.022 unidades) fueron completamente desmovilizados en mayo de 1990.

## Organización
Los GCCO estaban bajo la autoridad del Comité Central del Partido. Todas las decisiones y órdenes se tomaban en el Politburó del Comité Central, al igual que supervisaba el resto de cuerpos armados a través de su Comisión de Seguridad (Sichercheitkommission).
El Ministerio del Interior y la Policía Popular, proveían de entrenamiento militar, equipamiento y experiencia operativa a los GCCO; mientras que los Comités de Distrito y Condado del Partido reclutaban el personal y se encargaban de su formación política. 
Los comandantes de batallón y compañía eran nombrados por la organización del Partido en las grandes empresas de cada zona. Eran confirmados por la dirección de condado del Partido que recibía informes regulares del estado del entrenamiento, el equipamiento y la militancia.
Los GCCO estaban organizados en unidades de base de cada centro de trabajo. Las unidades generales se agrupaban a nivel municipal, de compañía nacionalizada, administración estatal o local y otras empresas, y sus organizaciones y utilización no se extendía más allá del nivel de distrito. El movimiento de unidades motorizadas, o batallones de la Reserva Regional designados sí podían ser empleados más allá de su distrito.

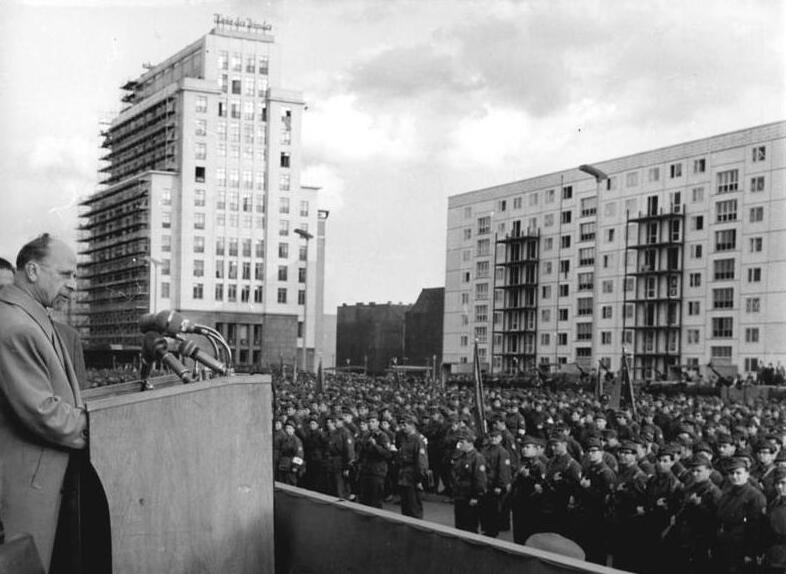
Walter Ulbricht en un discurso frente a milicianos de los Grupos de Combate de la Clase Obrera.

Cada fábrica, junto a algunos vecindarios, tenía su propio Grupo de Combate, formado por unos 100 trabajadores para defender la propiedad del pueblo. Los GCCO se organizaban como la infantería de un ejército, para complementar la acción militar y policial durante crisis políticas o tiempo de guerra.

## Tropas y equipamiento
El Ministerio del Interior y la Policía Popular, proveían de entrenamiento militar, equipamiento y experiencia operativa a los GCCO. Los GCCO se autofinanciaban para construir sus propios barracones, cuyos miembros continuaban su trabajo civil mientras que se entrenaban en su tiempo de ocio. Un voluntario de los GCCO entrenaba con su unidad tras el trabajo y en los fines de semana durante 136 horas al año.
Los GCCO tenían a su disposición muchas de las armas antidisturbios de la policía, al igual que automóviles blindados SK-1 y SK-2 (tanto versiones armadas como sin armamento), morteros de 82 mm, cañones antitanque de 76 mm y cañones antiaéreos M1939 (61-K) de 37 mm. En lo que a armas ligeras respecta, durante las décadas de 1950 y 1960 los GCCO estaban armados con armas alemanas y soviéticas de la Segunda Guerra Mundial, como los fusiles Mauser Kar 98k y Mosin-Nagant, al igual que el subfusil PPSh-41. Posteriormente serían reequipados con armas modernas, como el fusil de asalto AKM. 
El reclutamiento era ejercido por las agrupaciones del Partido en las empresas. La militancia era voluntaria, pero los miembros del Partido eran llamados a unirse, entendiendo su participación como una obligación de cada militante. Los voluntarios que no eran del Partido eran inscritos a través de la Federación Alemana de Sindicatos Libres. Podían inscribirse los varones entre 25 y 60 años. Hacia 1989, la militancia de los GCCO totalizaba aproximadamente 210.000 voluntarios, incluyendo a aproximadamente 187.000 miembros activos y el resto en la reserva.

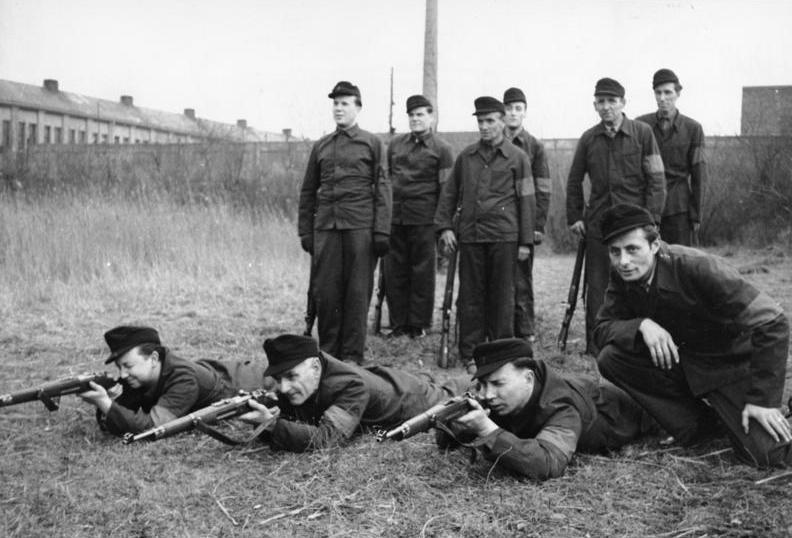
Entrenamiento militar de los GCCO.

Se especula que algunas unidades de los GCCO podrían haber sido enviados a ayudar en el entrenamiento de milicias en países de África que recibieron ayuda de la República Democrática Alemana, más precisamente en Brazaville, capital de la entonces República Popular del Congo.

## Marcha de los GCCO

Regalo de Honor del Estado - RDA - Tapiz - 20 años del grupo de lucha de la clase obrera

Los Grupos de Combate de la Clase Obrera poseían una marcha oficial. La música fue compuesta por Willi Kaufman y la letra por Max Zimmering, siendo la siguiente:
Wir bauen in stürmischen Zeiten
Еin blühendes, friedliches Land
Und holten im Auftrag des Volkes
Die Waffen in ruhiger Hand.
Gestützt auf verdientes Vertrauen,
Fühlt jeder die Kraft, die ihn trägt.
Das Kampfkollektiv der Genossen
Selbst Berge versetzt und bewegt.
Wir halfen den Schutzwall errichten.
Was schert uns des Feindes Geschrei!
Wir stehen nicht allein auf dem Posten
Und fürchten nicht Tiger noch Hai.
Wir kennen den lüsternen Räuber,
Der lauernd den Frieden bedroht.
Den Staat, den wir schufen,
Zu schützen, ist allen das erste Gebot.
Wo Arbeiter, Bauern regieren,
zerschlagen der Ausbeuter  Macht,
wo Arbeit als Pflicht gilt und Ehre,
wo die Flamme des Wissens entfacht,
da lohnt es, den Stürmen zu trotzen,
da lohnt es, im Feuer zu stehen,
da lohnt es, Gewehre zu tragen
und im Gleichschritt der Kämpfer zu gehen.